# ゴールポスト
| ウィキペディアには「ゴールポスト」という見出しの百科事典記事はありません（タイトルに「ゴールポスト」を含むページの一覧/「ゴールポスト」で始まるページの一覧）。 代わりにウィクショナリーのページ「ゴールポスト」が役に立つかもしれません。 |